# Rosa 'Hong Kong'
'Hong Kong' (el nombre de la obtención registrada 'Hong-kong'), es un cultivar de rosa que fue conseguido en España en 1962 por el rosalista, catalán P. Dot.

## Descripción
'Hong-Kong' es una rosa moderna cultivar del grupo Híbrido de té.
El cultivar procede del cruce de Semillas: 'Soraya' ® y Polen: 'Henri Mallerin' x 'Peace'.
Las formas arbustivas del cultivar tienen porte trepador y alcanza de 90 cm de alto. Las hojas son de color verde claro y brillante.
Sus delicadas flores de color rojo y amarillo. Grandes, con 30 pétalos. En pequeños grupos, forma flor en forma de copa. Primavera o verano son las épocas de máxima floración, si se le hacen podas más tarde tiene después floraciones dispersas.

## Origen
El cultivar fue desarrollado en España por el prolífico rosalista catalán P. Dot en 1962. 'Hong-Kong' es una rosa híbrida tetraploide con ascendentes parentales de Semillas: 'Soraya' ® y Polen: 'Henri Mallerin' x 'Peace'.
La obtención fue registrada bajo el nombre cultivar de 'Hong-Kong' por P. Dot en 1962 y se le dio el nombre comercial de 'Hong-Kong'.

## Cultivo
Aunque las plantas están generalmente libres de enfermedades, es posible que sufran de punto negro en climas más húmedos o en situaciones donde la circulación de aire es limitada.
Se desarrollan mejor a pleno sol. En América del Norte son capaces de ser cultivadas en USDA Hardiness Zones 7b a más cálido.
Puede ser utilizado para las flores cortadas o jardín. Vigorosa. En la poda de Primavera es conveniente retirar las cañas viejas y madera muerta o enferma y recortar cañas que se cruzan. En climas más cálidos, recortar las cañas que quedan en alrededor de un tercio. En las zonas más frías, probablemente hay que podar un poco más que eso. Requiere protección contra la congelación de las heladas invernales.